# Vanellus tectus

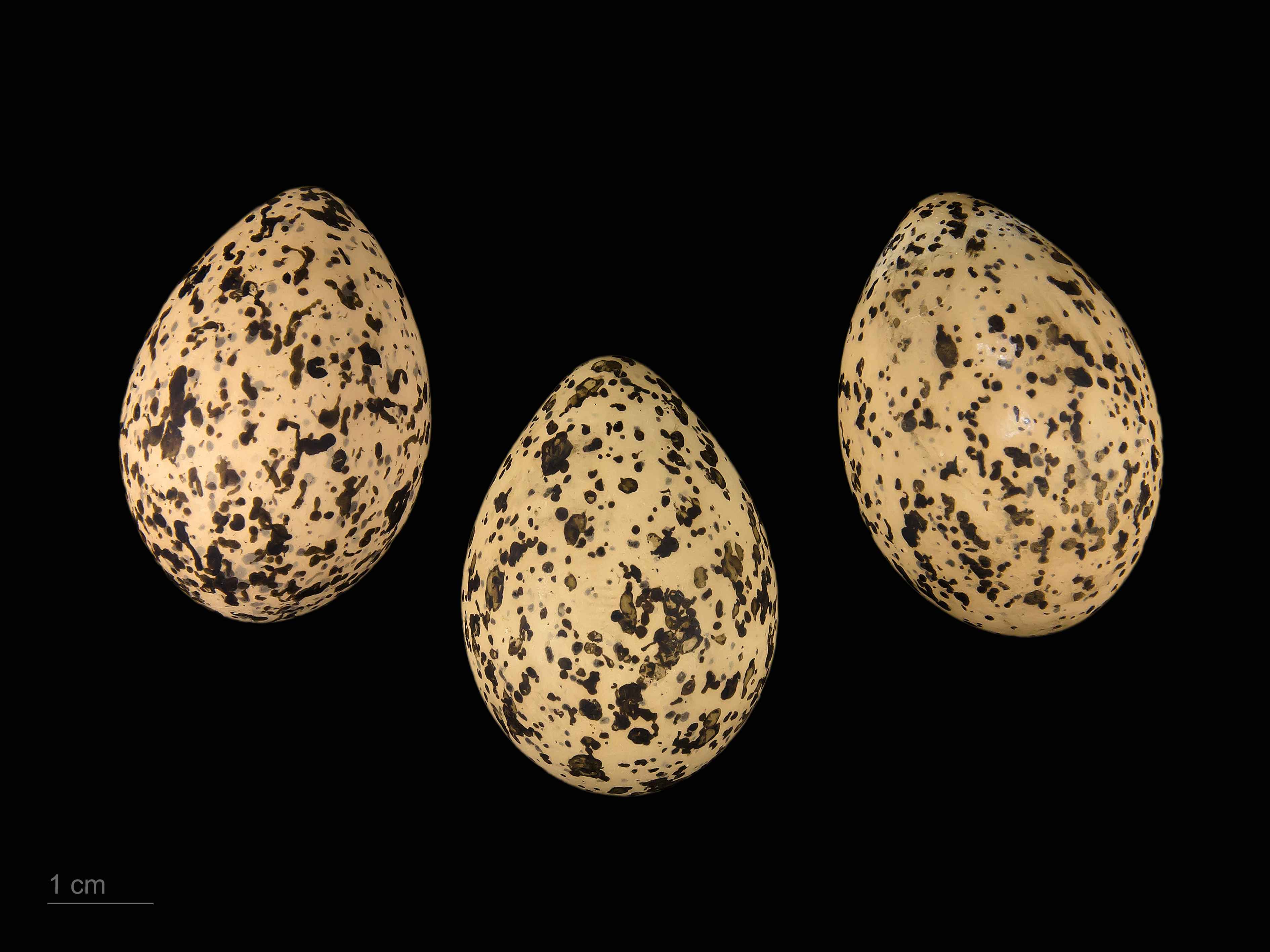
Vanellus tectus - MHNT

La avefría coletuda o avefría de cola grande (Vanellus tectus)
 es una especie de ave caradriforme de la familia Charadriidae nativa de África.

## Distribución
Es criador residente en toda el África subsahariana, se extiende desde Senegal, Gambia y Mauritania hasta la costa del mar Rojo, hacia el sur hasta el norte de Uganda y Kenia y al este hasta el sur de Somalia. En Kenia, es relativamente rara y sólo se produce en las llanuras semiáridas del sur y sureste de la sierra central, lo que indica una competencia con la avefría coronada.

## Descripción
Mide unos 25 a 27 cm longitud, es aproximadamente del mismo tamaño de una avefría espinosa. No presenta dimorfismo sexual. La cabeza es de color negro con una pequeña sección blanca entre la frente y el pico. Una amplia ceja blanca se extiende hasta el cuello. De la parte anterior del cuello hasta el centro del pecho se extiende una línea delgada de color negro. El resto de la parte inferior del cuerpo es de color blanco. La parte superior del cuerpo y los lados del pecho son de color marrón pálido. Las alas son de color negro. Las coberteras alares superiores son de color marrón pálido en su mayoría. El iris es amarillo y el pico de color rojo con la punta negra. 